# Nagpur Division
Nagpur Division är en division i Indien.   Den ligger i delstaten Maharashtra, i den centrala delen av landet, 900 km söder om huvudstaden New Delhi. Antalet invånare är 4 653 570. Arean är 50 042 kvadratkilometer.
Terrängen i Nagpur Division är huvudsakligen kuperad, men söderut är den platt.
Följande samhällen finns i Nagpur Division:
- Nagpur
- Kūhi
- Kāmthi
- Umred
- Kātol
- Saoner
- Rāmtek
- Kalmeshwar
- Bhiwāpur
- Khāpa
- Kondhāli
- Mowād
- Kandri
- Mohpa
- Mansar
- Kachurwāhi
- Korādih